# ロバート・ギャンブル
ロバート・ジャクソン・ギャンブル(英語: Robert Jackson Gamble, 1851年2月7日 - 1924年9月22日)は、アメリカ合衆国の政治家、共和党員。
サウスダコタ州の政治家として、連邦下院議員(2期)、連邦上院議員(2期)を務めた。兄のジョン・ギャンブルや息子のラルフ・ギャンブルも連邦下院議員となっている。

## 経歴・人物
1851年2月7日、ギャンブルはニューヨーク州ジェネシー郡アクロン近郊の農場で、父ロバート・ギャンブルと母ジェニー（旧姓：アバネシー）の息子として生まれた。11歳の頃、両親とともにウィスコンシン州フォックス・レイクに移住。同州アップルトンのローレンス大学に入学し、夏の間学校で教員として働いて学費を稼いだ。学士号(理学)、修士号(理学)を取得して卒業後、ミルウォーキーの法律事務所で法律を学び、1875年に弁護士資格を取得した。後にサウスダコタ州となるダコタ準州のヤンクトンに移住した。
ダコタ準州第2司法地区地方検事ヤンクトン市検事を歴任し、1885年には準州議会議員を務めた。1894年選挙で連邦下院のサウスダコタ州全州選挙区シートBに選出され、第54議会に参加した。1896年選挙には落選したが、1898年に再びシートBに選出され、第56議会に参加した。第56議会では、下院公共建築物支出委員会の委員長に就任した。
1900年の選挙でギャンブルは連邦上院議員に選出された。1906年にも再選されたが、1912年選挙で落選した。上院議員時代には、インディアンの略奪に関する委員会委員長(第57議会)、海岸線への輸送ルートに関する委員会委員長（第58議会、第59議会、第60議会）、インディアン問題委員会委員長（第62議会）、登録法案委員会委員長（第64議会）を務めた。
上院議員選挙落選後は政界を離れ、スーフォールズで弁護士としての活動を再開させた。1924年にギャンブルはスーフォールズで死亡し、ヤンクトンのヤンクトン市立墓地に埋葬された。

## 家族
- 妻 - キャリー・S・オズボーン：ウィスコンシン州ポーテージ出身。1884年結婚[1]。
- 兄 - ジョン・ランキン・ギャンブル：連邦下院議員(サウスダコタ全州区)
- 息子 - ラルフ・ギャンブル：連邦下院議員(ニューヨーク25区・26区・28区)

- 母方の三従兄弟 - アンドリュー・ジャクソン：第7代アメリカ合衆国大統領